# 붉은코나무쥐
붉은코나무쥐(Phyllomys brasiliensis)는 가시쥐과에 속하는 남아메리카 설치류의 일종이다. 브라질 미나스제라이스주의 파편화된 숲에서만 발견된다. 제한된 서식지에서 서식한다. 1840년 덴마크 동물학자 피터 빌헬름 룬드(Peter Wilhelm Lund)가 처음 기술했다.